# رود اویلگان
رود اویلگان (به لاتین: Uilgan River) یک رود در مغولستان است که در استان خووسگول واقع شده‌است.